# Rousettus celebensis
Rousettus celebensis é uma espécie de morcego da família Pteropodidae. Endêmica da Indonésia, pode ser encontrada em Sulawesi, Mangole, Sanana e Sangihe.